# Peter Collins (Musikproduzent)
Peter Julian Alexander Collins (* 15. Januar 1951 in London; † 30. Juni 2024 in Nashville, Tennessee) war ein britischer Musikproduzent. Er wurde ab 1985 als Produzent von Rush und  Queensrÿche bekannt.

## Leben
1976 war Collins mit einer Gruppe namens Madison aktiv, die einen Vertrag bei Magnet Records hatte. Mit dieser Gruppe hatte er einen kleineren Charthit, Let It Ring. Schließlich gründete er mit Pete Waterman eine Produktionsfirma. Er zeichnete für die ersten beiden Alben  der Lambrettas verantwortlich. Diese konnten mit Poison Ivy die Charts erreichen.
Bekannt wurde Collins dann vor allem als Produzent von Rush. 1985 ging er dafür in die USA. Die ersten Alben waren Power Windows (1985) sowie Hold Your Fire (1987). Insbesondere brachte er einen Synthesizer-Sound mit in die Produktion ein. Weiterhin gewann er an Bekanntheit durch die Produktion von Operation: Mindcrime und Empire von Queensrÿche. Es folgten die rockorientierteren Rush-Alben Counterparts (1993) und Test for Echo (1996).
Er war zudem für Alice Cooper, Tygers of Pan Tang, Musical Youth, Matt Bianco, Nik Kershaw (Wouldn’t It Be Good), Gary Moore, Blancmange, Air Supply, Bon Jovi, Suicidal Tendencies (The Art of Rebellion), Wax, Indigo Girls, Jermaine Stewart, Jane Wiedlin, Jewel, The Cardigans und Tracey Ullman tätig. 2011 produzierte er das selbstbetitelte Debüt der Supergroup Flying Colors.
Peter Collins starb am 30. Juni 2024 im Alter von 73 Jahren in Nashville.